# Банковская система Израиля
Банковская система Израиля — двухуровневая система банков в Израиле, состоящая из Банка Израиля, выполняющего функции регулятора, и коммерческих банков.
Формирование банковской системы началось на раннем этапе сионистского движения во времена османского правления в Палестине и продолжилось после создания государства Израиль в 1948 году. Всемирная сионистская организация была создана по инициативе Теодора Герцля на первом Сионистском всемирном конгрессе в 1897 году и ставила своей целью возвращение евреев на историческую родину, в Израиль. С её помощью в 1903 году был открыт Англо-палестинский банк, позже переименованный в банк «Леуми».
По решению кнессета в 1954 году был создан Центральный банк Израиля, призванный осуществлять регулирование финансового рынка и вести денежную политику страны. Однако контроль обмена валюты до 1978 года находился в ведении министерства финансов.
После обвала акций во время финансового кризиса в 1983 году большинство частных банков было национализировано. Позже правительство продало большую часть принадлежащих государству банковских акций, но всё ещё остается крупным акционером многих частных банков.
Банковская система Израиля выполняет функции управления сберегательными и инвестиционными фондами, управления ценными бумагами и их хранения, дистрибьютора и дилера на фондовой бирже, финансового консультанта и т. д. Такая концентрация жизненно важных функций и осознание того, что любой сбой в банковской системе может нанести серьёзный ущерб нормальной деятельности всей экономики Израиля, требует от руководства банков предельной ответственности.

## Список банков
По состоянию на конец 2016 года в Израиле действовали Центральный банк, 12 коммерческих банков, 4 отделения иностранных банков и 6 компаний кредитных карт.

## Представительства иностранных банков и финансовых групп в Израиле
Помимо филиалов иностранных банков, получивших банковские лицензии и включенных в список банков, по состоянию на март 2017 года на территории страны официально ведут свою деятельность 12 представительств иностранных банков и финансовых групп, имеющих право использовать наименование «банк» в названии.

## Самые крупные банки Израиля (2005 год)
| Название банка                              | Основан | Число филиалов | Суммарные активы (ИНК, млрд.) | Доля активов | Доля кредитов | Доля депозитов | Капитал (млн. шекелей) |
| ------------------------------------------- | ------- | -------------- | ----------------------------- | ------------ | ------------- | -------------- | ---------------------- |
| Банк Леуми                                  | 1902    | 193            | 699,166                       | 26.5         | 29.3          | 29.18          | 49,443                 |
| Банк Апоалим                                | 1921    | 233            | 665,353                       | 26.8         | 27.9          | 27.9           | 46,503                 |
| Израильский банк «Discount»                 | 1935    | 178            | 376,754                       | 16.6         | 15.8          | 15.31          | 25,478                 |
| Банк Мизрахи-Тфахот                         | 1923    | 198            | 428,292                       | 21.1         | 18.0          | 18.05          | 24,868                 |
| Первый интернациональный банк Израиля       | 1975    | 103            | 195,955                       | 8.0          | 8.2           | 8.81           | 11,035                 |
| Банк Иерусалима                             | 1963    | 23             | 18,907                        | 1.0          | 0.8           | 0.75           | 1,256                  |
| Источник: Ежегодный отчет 2022 Банк Израиля |         |                |                               |              |               |                |                        |